# فوجیوارا نو ناگاکو
فوجیوارا نو ناگاکو (به ژاپنی: 藤原 長娥子 ふじわら の ながこ)؛ زمان تولد و مرگ نامشخص، یکی از اعضای خاندان سلطنتی ژاپن در دوره آسوکا بود. او دختر فوجیوارا نو فوهیتو بود. مادر او خواهر بزرگتر امپراتریس گنمی بود. او شاهزاده ناگایا ازدواج کرد. او اهل ژاپن بود.